# Ốc đảo Dubai Silicon
Dubai Silicon Oasis (DSO) là khu chế xuất rộng 7.2 km², khu vực khuyến khích xây dựng thuộc sở hữu của chính phủ ở Dubai, Các Tiểu vương quốc Ả Rập thống nhất.

## Trường học
Trường quốc tế Ấn Độ tại DSO.part thuộc DSO.

## Giới thiệu
Được thành lập vào năm 2004, Dubai Silicon Oasis Authority (DSOA) thuộc sở hữu hoàn toàn của Chính phủ Dubai cung cấp cả một cộng đồng tích hợp sống và làm việc. Silicon Oasis là một cộng đồng khu chế xuất và cung cấp các ưu đãi và lợi ích của khu chế xuất cho các công ty hoạt động trong khu công nghệ cao.
Dubai Silicon Oasis (DSO) rộng 7,2 km². Chính quyền đầu tư vốn lớn vào cơ sở hạ tầng để đáp ứng nhu cầu của các ngành công nghệ cao trong khu chế xuất, từ viễn thông tiên tiến, mạng cáp quang, trung tâm dữ liệu cấp 3 với 120 kệ công suất cao và cơ sở hạ tầng tiện ích công nghệ với 8 nhà máy điện với công suất 1600 MW.
Khu công nghệ sở hữu hệ thống cung cấp nước, cứu hỏa và thủy lợi kết hợp được hỗ trợ bởi một trạm bơm và một bể thủy lợi ngầm 5000 m³. Một mạng lưới nước cũng được cung cấp cho nguồn nước đến 44.525 m³ mỗi ngày dựa trên ước tính cho 162.400 dân số làm việc hoặc sinh sống tại Silicon Oasis. DSO có một hệ thống quản lý cấp thoát nước bao gồm các trạm bơm tại chỗ vận chuyển nước thải đến các nhà máy đô thị thông qua một đường ống áp lực mới. Công suất hiện tại của hệ thống quản lý nước thải là 3.000 m³/ngày (trong đó khu công nghệ hiện đang sử dụng khoảng một phần ba) với một kế hoạch mở rộng để xem khả năng tăng lên 10.000 m³ để tạo điều kiện cho sự phát triển tương lai.
Ngoài ra, DSO có một mạng lưới đường hoàn chỉnh cho phép tiếp cận các xa lộ chính của Dubai.

## Vị trí
DSO nằm gần các trung tâm thương mại và đường giao thông chính của Dubai.
- 20 phút từ Sân bay quốc tế Dubai
- 20 phút từ Quận Thương mại
- 40 phút từ Cảng Jebel Ali và Cảng Rashid

## Khách hàng
SAP, Fujitsu, AMD, Euromonitor International, Western Digital, Synopsys, Corning, GenX Systems, Schneider Electric, Brand Impact Marketing và Valustrat là một số công ty hoạt động tại Dubai Silicon Oasis. Các công ty có thể hoạt động tại DSO bao gồm các công ty trong các lĩnh vực sau:
- Công nghệ thông tin, viễn thông, điện, điện tử, kỹ thuật và các ngành liên quan. Ví dụ: Công nghệ internet và di động, phần mềm, trung tâm dữ liệu và công nghệ được bản địa hoá/địa phương hoá.
- Tư vấn, công ty luật, tổ chức tài chính, v.v.
- Công nghệ sinh học, ô tô, hàng không vũ trụ, dầu khí, năng lượng thay thế và điều khiển đồ vật qua thiết bị di động như washplus một ứng dụng giặt theo yêu cầu.

Tất cả các hoạt động kinh doanh chính có thể được cung cấp trong DSO bao gồm:
- Trụ sở chính của công ty, bán hàng & tiếp thị, đào tạo văn phòng hỗ trợ, v.v.
- Nhập/xuất, phân phối, thử nghiệm và kiểm tra, ghi nhãn, đóng gói.
- Dây chuyền lắp ráp
- Chế tạo

## Lợi ích
Khách hàng của DSO được cung cấp một số lợi ích hoạt động trong khu công nghệ. Bao gồm:
- 100% sở hữu nước ngoài
- 100% vốn hồi hương
- Không thuế thu nhập
- Không thuế doanh nghiệp
- Chi phí hoạt động thấp
- Cơ sở hạ tầng và cơ sở hạ tầng công nghệ thông tin hiện đại với trung tâm dữ liệu cấp 3
- Thiết lập và cấp phép kinh doanh nhanh chóng
- Các dịch vụ hỗ trợ kinh doanh chuyên dụng bao gồm tích hợp hệ thống E-Business trực tuyến cung cấp cho người thuê dịch vụ nhanh chóng và hiệu quả
- Tiếp cận với các chuyên gia có kỹ thuật và tài năng trong khu vực
- Quy định rõ ràng
- Tiếp cận thị trường tiêu dùng 1,5 tỷ người (Trung Đông, Bắc Phi và Tiểu lục địa Ấn Độ).
- Xử lý visa cho nhân viên
- Tinh giản thủ tục hải quan
- Ưu đãi đầu tư 100% vốn hồi hương
- Các luật và hỗ trợ thông tin cá nhân nghiêm ngặt

## Dịch vụ nội bộ
Dubai Silicon Oasis Authority (DSOA) cung cấp các dịch vụ kinh doanh và chính phủ để đáp ứng tất cả các yêu cầu pháp lý và hoạt động. Tất cả các dịch vụ được cung cấp trực tiếp bởi DSOA.
Là một cơ quan của Chính phủ Dubai, DSOA được tự do phát hành tất cả các loại giấy phép cũng như các dịch vụ sau:
- Giấy phép công ty (cấp và gia hạn)
- Giấy phép lao động
- Thị thực nhân viên
- Visa gia đình
- Thủ tục hải quan
- Đối với các công ty chọn xây dựng cơ sở của riêng mình tại khu công nghệ, việc cấp giấy phép xây dựng, phê duyệt thiết kế, giấy chứng nhận hoàn thành và các giấy phép khác đều được thông qua bởi DSOA.

## Cơ sở vật chất
DSO cung cấp một loạt các cơ sở chất lượng cao cho các doanh nghiệp hoạt động trong DSO. Bao gồm các:
- Văn phòng
- Các đơn vị công nghiệp nhẹ được sử dụng cho nhiều kho bãi và bãi sản xuất
- Thuê đất để phát triển cơ sở riêng của công ty

## Văn phòng
DSO có tổng diện tích 97.740 mét vuồn diện tích thương mại dành riêng cho văn phòng cho thuê.
- Diện tích từ 15 m² đến 5000 m².
- Kết nối internet và VoIP tốc độ cao.
- Hệ thống truyền thông Avaya.
- Trung tâm dữ liệu cấp 3
- Hệ thống UPS dự phòng
- Trần giả, sàn nâng với hộp sàn điện
- Các văn phòng bán đồ đạc có bảo trì, dịch vụ dọn dẹp hàng ngày và dịch vụ trợ giúp được cung cấp

## Hệ sinh thái
DSO đã tạo ra một hệ thống sinh thái công nghệ cao để thúc đẩy sự hợp tác và đổi mới công nghệ. DSO xác định sáu yếu tố chính cho hệ sinh thái công nghệ cao: các doanh nghiệp lớn, các công ty khởi nghiệp và các doanh nghiệp vừa, trường đại học và trung tâm phát triển, quỹ đầu tư mạo hiểm, cơ sở hạ tầng công nghệ cao và các dịch vụ kinh doanh & chính phủ.
Viện Công nghệ Rochester Dubai - Hợp tác với Viện Công nghệ Rochester có trụ sở tại Rochester, New York, DSO đã thành lập RIT Dubai để đảm bảo cộng đồng DSO có một đội ngũ chuyên gia công nghệ cao có tay nghề cao.
Trung tâm phát triển DSO - DSO điều hành một trung tâm phát triển để hỗ trợ các doanh nhân công nghệ. Chương trình phát triển của trung tâm được lên kế hoạch để giúp các doanh nhân trẻ và các doanh nghiệp của họ thành công bằng cách cung cấp các tài nguyên và dịch vụ hỗ trợ.
Công nghệ & Đầu tư DSO - DSO được dành riêng cho công nghệ và kết quả là đã thành lập một nhóm Công nghệ & Đầu tư Thế hệ chuyên dụng (TIG) hoạt động như một nhánh đầu tư chiến lược cho Dubai Silicon Oasis Authority (DSOA). Mục tiêu của đơn vị là xác định, phát triển và đầu tư vào các cơ hội kinh doanh công nghệ cao. Trong phạm vi này, DSO cung cấp các chương trình khuyến khích để thu hút các công ty dựa trên công nghệ để thiết lập sự hiện diện của họ tại Dubai Silicon Oasis (DSO). Chúng bao gồm 30% chi phí giảm và ưu đãi đầu tư như tỷ lệ cho thuê được trợ cấp, công cụ EDA và chỗ ở của nhân viên.
Trung tâm Doanh nhân Công nghệ Dubai (DTEC) - Được hình thành để hỗ trợ tốt nhất trong kinh doanh. Ẩn mình ở trung tâm của Silicon Oasis của Dubai và là nơi có hàng trăm công ty khởi nghiệp và SME từ hơn 60 quốc gia

## Cộng đồng
Cộng đồng DSO sở hữu một loạt các cơ sở cư trú bao gồm trường học, trường đại học, bệnh viện, trung tâm cộng đồng, khu mua sắm, hồ bơi và sân tennis. Cộng đồng DSO được tạo cảnh với công viên cây xanh, sân trong thông nhau và khu vực vui chơi của trẻ em với an ninh 24 giờ, bảo trì hàng ngày và mạng lưới đường phố hoàn chỉnh.
Các tính năng cộng đồng bao gồm:
- Khu dân cư và căn hộ
- Giáo dục - Các cơ sở giáo dục như RIT Dubai, một trường GEMS và một trường trung học quốc tế Ấn Độ.
- Cửa hàng & Siêu thị, cửa hàng bán lẻ, ngân hàng, bưu điện, phòng khám sức khỏe, nhà hàng, quán cà phê, v.v...
- Giải trí & Phong cách sống - Trung tâm cộng đồng, khu vui chơi, hồ bơi và công viên.

Cedre Villas Cedre Villas là một cộng đồng gồm 1047 biệt thự rộng rãi nằm trong Dubai Silicon Oasis. Được phát triển bởi nhà phát triển Ả Rập nổi tiếng của UAE, có 3, 4 và 5 phòng ngủ trong mỗi biệt thự trong bốn kiểu (với hồ bơi riêng) khác nhau. Các biệt thự cũng có nhiều phong cách ngoại thất khác nhau.
Các biệt thự có sẵn để mua và cho thuê. Trong năm 2009, Cedre Villas là khu vực "cấm" cho phép cả người dân địa phương và người nước ngoài sở hữu quyền sở hữu miễn phí tài sản của họ.